# Skógafoss
Der Skógafoss ['skouːaˌfɔsː] (Waldwasserfall) ist ein Wasserfall des Flusses Skógá im Süden Islands. Er liegt beim Ort Skógar in der Gemeinde Rangárþing eystra unterhalb des Eyjafjallajökull an einer ehemaligen Steilküste.
Nachdem die Küstenlinie sich nach Süden verschoben hatte, blieb über Hunderte von Kilometern ein Steilabfall vom isländischen Hochland Richtung Meer übrig.
An einer solchen Stelle ergießt sich der Skógafoss über eine Breite von 25 Metern 60 Meter in die Tiefe.
An der östlichen Seite des Wasserfalls führt ein berühmter Trekkingpfad, der Laugavegur, hinauf zum Pass Fimmvörðuháls und weiter über die Þórsmörk nach Landmannalaugar.
Eine Sage erzählt, dass der erste Wikingersiedler in dieser Gegend, Þrasi Þórólfsson, einen Schatz in einer Höhle hinter dem Skógafoss vergraben hat. Jahre später entdeckte ein isländischer Junge die Truhe, konnte aber nur nach dem Griff greifen, ehe die Kiste verschwand. Der Ring der Schatztruhe wird jetzt im Museum Skógasafn verwahrt.

## Bilder

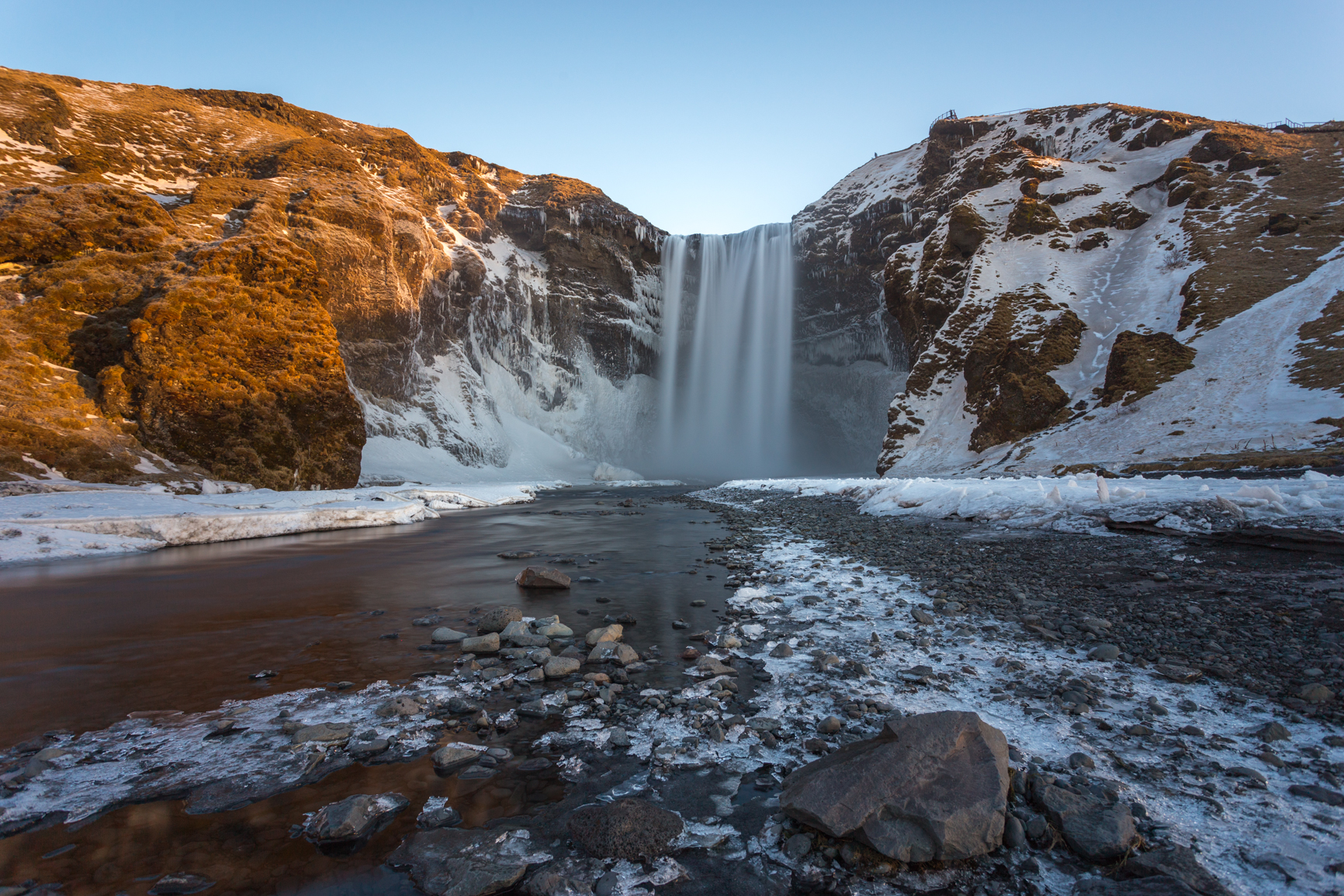